# Élection libre de 1573
L'élection libre de 1573 est la première élection royale libre polonaise (viritim) organisée au sein de la république des Deux Nations du 5 avril au 16 mai 1573. Elle réunit environ 40 000 membres de la noblesse polonaise (Szlachta) qui constituent l'électorat. Le 11 mai 1573, les nobles élisent le prince français Henri de Valois, frère du roi de France Charles IX, comme roi de Pologne et grand-duc de Lituanie. Le candidat français devient ainsi le premier monarque électif de la république des Deux Nations.

## Historique

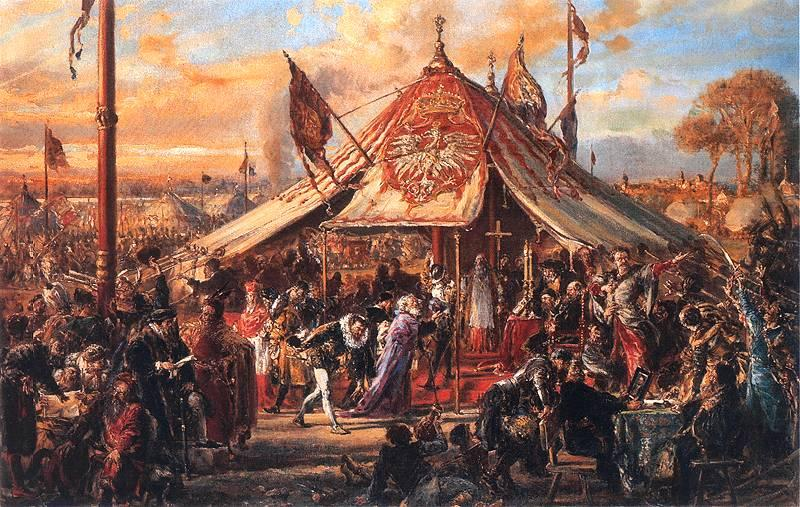
La première élection libre polonaise de Henri de Valois en 1573 (peinture de Jan Matejko en 1889)

L'élection libre est introduite en raison du décès du dernier roi de la dynastie des Jagellons, Sigismond II, mort sans enfant, et de l'absence d'un candidat sérieux pouvant satisfaire l'essentiel de la noblesse. La Diète de la république des Deux Nations dite de « la Convocation » établit alors le principe de la monarchie élective. Ce principe, lancé par Jan Zamoyski et bien qu'affaibli par les pouvoirs étatique et royal, perdurera deux siècles jusqu'à son abolition par la Constitution du 3 mai 1791. 
Ainsi, les rois polonais furent élus par l’ensemble des membres de la noblesse polonaise par acclamation. Les princes étrangers pouvaient aussi postuler à l’élection. On décida que pendant l'interrègne, le pouvoir passerait aux mains du primat de Pologne qui, en tant que régent, devait convoquer l'élection libre.
La même Diète forma aussi un corps, confédération de Varsovie (Konfederacja Warszawska), qui définit une procédure constitutionnelle connue sous le nom des Articles du Roi Henry (Artykuły Henrykowskie) et qui demeurera la base structurelle de république des Deux Nations durant la majeure partie de son existence.

## Principaux candidats

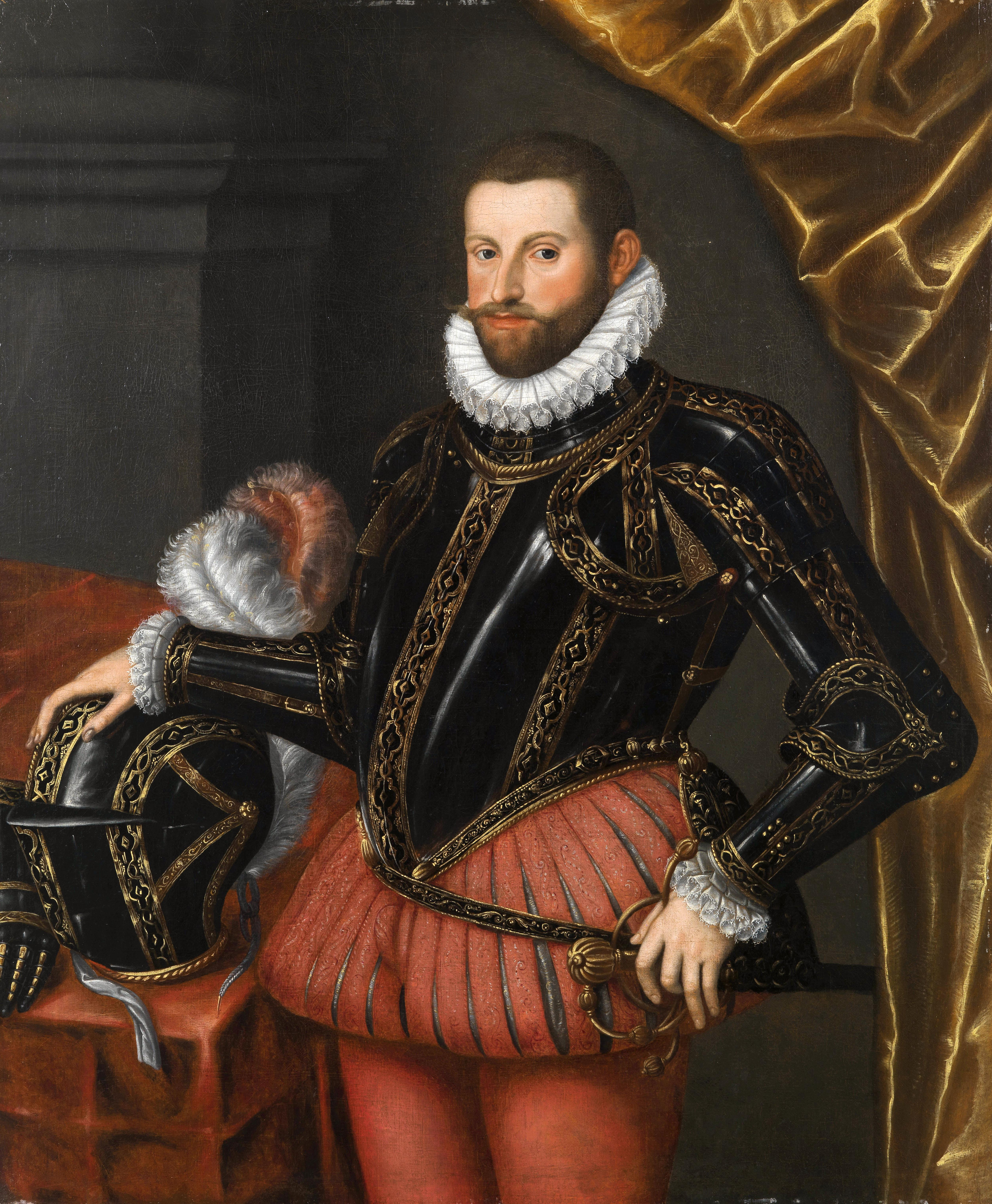
Ernest d'Autriche.

Ernest d'Autriche était le candidat le plus sérieux au trône de Pologne durant la période préélectorale et dans la première phase du parlement électoral. Il a bénéficié du soutien du primat Uchański et de la noblesse catholique. Les bonnes relations entre la république des Deux Nations et l'Empire favorise cette candidature. Cependant, la noblesse craignait les méthodes de gouvernement fondées sur l'aristocratie, testées par les Habsbourg dans leur pays, avec limitation de la représentation de l'État, où la politique de la dynastie dominait sur l'intégrité territoriale de l'État. L'accord Habsbourg-Moscou craignait de gagner un allié pour les guerres avec la Turquie, et au détriment des polonais. Cette candidature a suscité une grande inquiétude chez les protestants, qui avaient peur de la limitation de la tolérance religieuse et de perdre leurs libertés politiques et religieuses.

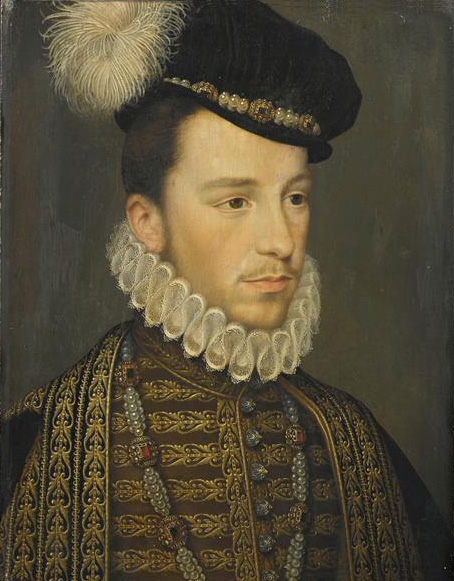
Henri de Valois.

De nombreux partisans du camp protestant ont présenté une candidature suédoise en la personne du roi Jean III de Suède, de la Maison Vasa, époux de Catherine Jagellon.  La tradition de la dynastie Jagellon, qui était sur le trône polonais depuis 1386, a été invoquée, et la maison Vasa devait continuer cette tradition. Cette candidature, en raison de la dénomination protestante du roi de Suède, n'a pas eu beaucoup de chance, d'autant plus que la législation en vigueur en Suède ne permettait pas aux monarques de rester en dehors de l'État. Le fils de Jean III et de Catherine, Sigismond Vasa, élevé dans la foi catholique, n'a pas été mentionné parmi les candidats en raison de sa minorité. La maison Piast avait plusieurs propositions pour choisir comme candidat le duc de Legnica, Frédéric III. Mais ce dernier est décédé en décembre 1570. Son fils, Henri XI, n'a pas été pris en compte. Finalement, aucun candidat ne fut désigné par les Piast. 
Un sérieux candidat au trône était le tsar de Moscou Ivan IV le Terrible. La candidature présentée par les conventions lituaniennes a été soutenue par de nombreuses familles. En tant que roi et tsar, Ivan IV aurait été en mesure de mettre fin aux conflits frontaliers constants. Il était largement admis que si le candidat Habsbourg ne pouvait qu'épuiser les droits de la noblesse, avec le tsar, il y avait une chance d'étendre les droits et les privilèges. Les nobles ne craignaient pas de favoriser la religion orthodoxe.
Le tsar lui-même, bien que recevant des légations lituaniennes, n'était pas intéressé par le trône. Bien qu'il garantisse des droits et des libertés nobles, il a formulé des demandes inacceptables : l'incorporation dans l'État de Moscou des territoires du grand-duché de Lituanie jusqu'à la Daugava, et la fusion de la Pologne, de la Lituanie et de Moscou en un seul organisme politique avec un trône héréditaire. Le soutien de certaines familles au tsar était probablement le résultat d'un jeu politique visant à limiter le risque d'invasion de la part de Moscou du grand-duché de Lituanie pendant l'interrègne.
Une autre solution importante a été la sélection d'Henri de Valois, frère du roi Charles IX de France. La candidature d'Henri au trône est apparue du vivant du roi Sigismond II. Pour le parti français, l'élection d'Henri comme roi de Pologne signifierait une diminution de l'influence des Habsbourg, gagnant un allié dans la lutte contre les ennemis de la Pologne avec des avantages économiques résultant de la dynamique du commerce balte. De plus, Charles IX pourrait ainsi se débarrasser de son frère qu'il considérait comme un rival.

## Autres candidats
- Fédor Ivanovitch, fils du tsar de Russie ;
- Alphonse II d'Este, duc de Ferrare et Modène ;
- Jerzy Jazłowiecki, voïvode de Podolie ;
- Guillaume de Rosenberg, burgrave de Bohême.

## Élection
L'évêque de Valence, Jean de Monluc, accompagné de son secrétaire Jean Choisnin, conseiller du roi, est envoyé en ambassade extraordinaire pour soutenir devant la Diète la candidature d'Henri de Valois au trône polonais, lors de l'élection royale. Grâce à son talent de diplomate, l'évêque iréniste Monluc réussit à convaincre les 40 000 nobles électeurs (catholiques et calvinistes, malgré la nouvelle du massacre de la Saint-Barthélemy qui compromet les chances d'Henri). Le 11 mai 1573, Henri est élu roi de la Rzeczpospolita de Pologne-Lituanie sous le nom d'Henri de Valois (Henryk Walezy). Le 19 août 1573, une grande délégation polonaise composée de 10 ambassadeurs et 250 gentilshommes est expédiée en France pour aller le chercher. Le nouveau roi est obligé de signer la première Pacta Conventa et Les Articles du Roi Henry (Artykuły Henrykowskie), que tous les souverains polono-lituaniens de l’avenir auront à respecter. Selon ces documents Henri doit arrêter les persécutions contre les protestants en France et estimer la tolérance religieuse en Pologne conforme à la confédération de Varsovie (Konfederacja Warszawska, 1573). Henri, aucunement pressé de quitter la France, fait traîner son départ mais doit s'exécuter devant les exigences du roi son frère, à qui il fait ses adieux en décembre 1573.
Parti de Fontainebleau, il arrive à Cracovie le 18 février 1574 après une traversée assez difficile des pays allemands. Il est accompagné par une troupe nombreuse de gentilshommes de qualité : Albert de Gondi, René de Villequier, Louis de Gonzague, Charles de Mayenne, François d'O.

## Conséquences directes
Le 16 mai 1573, Henri Ier de Pologne accepte et signe la première Pacta Conventa ainsi que les Articles henriciens (Artykuły Henrykowskie), que tous les souverains polono-lituaniens auront à l'avenir à respecter. Selon ces documents Henri doit arrêter les persécutions contre les protestants en France et s'engage à se porter garant de la tolérance religieuse et à maintenir la paix interconfessionnelle comme le lui enjoint la confédération de Varsovie, à convoquer la Diète tous les deux ans et décider de la guerre et des nouveaux impôts conjointement avec le Sénat et la Diète. Le roi doit respecter ses engagements pris sous le serment — dans le cas d'Henri à la cathédrale Notre-Dame de Paris — au risque de perdre l'obéissance de ses sujets.
Le 21 février 1574, le prince âgé de 23 ans est sacré roi à la cathédrale du château de Wawel à Cracovie, alors capitale de la Pologne. Il refuse cependant d'épouser Anna Jagellon, sœur de Sigismond II Auguste, une femme de vingt-huit ans son aînée qu'il juge « laide ».

## Renoncement au trône
Henri apprend par une lettre le 14 juin 1574 la mort de son frère Charles IX le 30 mai précédent, et songe alors à quitter la Pologne. Un roi de Pologne ne jouit pas d'autant de pouvoir qu'un roi de France et Henri regrette la cour de France réputée dans toute l'Europe pour ses fêtes. Sans la permission de la diète de Pologne, il s'échappe en catimini dans la nuit du 18 juin 1574 du palais royal du Wawel.
Les Polonais lancés à sa poursuite l’arrêtent puis le relâchent en échange de la promesse d’un prompt retour qui n'aura pas lieu. Henri est couronné roi de France le 13 février 1575 sous le nom de Henri III. Il ne renonce cependant pas à son titre de roi de Pologne, se considérant comme souverain de droit du pays, jusqu’à sa mort en 1589.